# Czosnów (gmina)
Czosnów (daw. gmina Cząstków) – gmina wiejska w województwie mazowieckim, w powiecie nowodworskim. W latach 1975–1998 gmina położona była w województwie warszawskim.
Siedziba gminy to Czosnów.
Według danych z 30 czerwca 2008 roku gminę zamieszkiwało 8959 osób. Natomiast według danych z 31 grudnia 2017 roku gminę zamieszkiwało 9918 osób. 
Według danych z 31 grudnia 2019 roku gminę zamieszkiwało 9991 osób.

## Struktura powierzchni
Według danych z roku 2005 gmina Czosnów ma obszar 128,34 km², w tym:
- użytki rolne: 58%
- użytki leśne: 28%

Gmina stanowi 18,56% powierzchni powiatu.

## Demografia

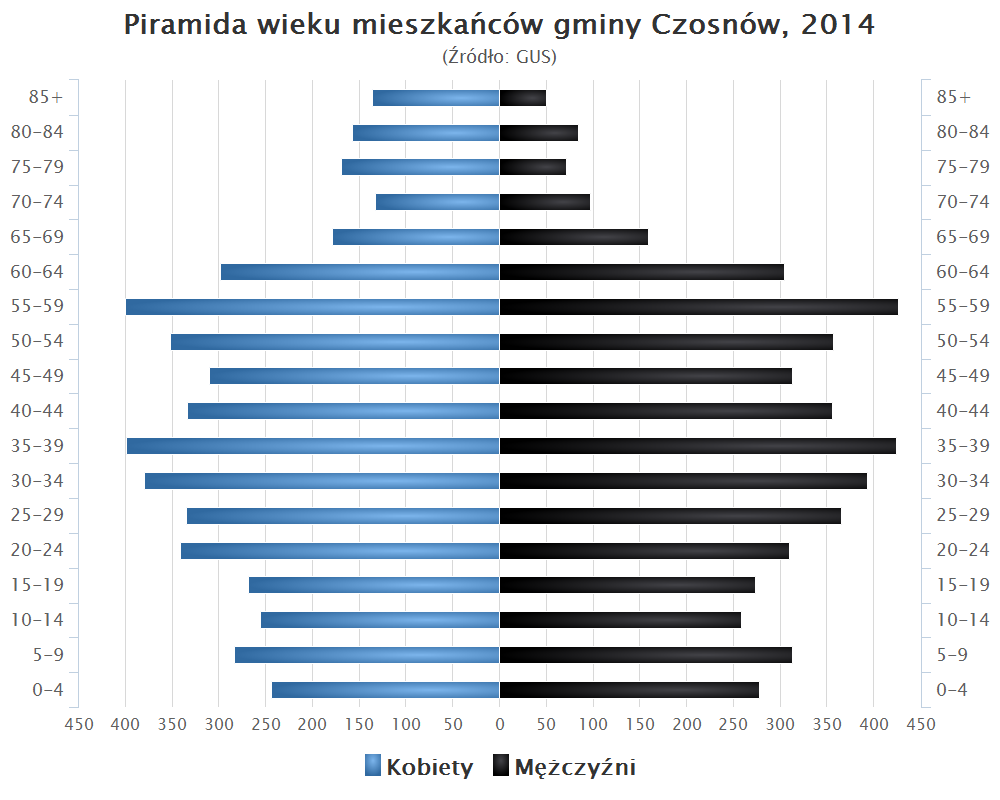
Piramida wieku mieszkańców gminy Czosnów w 2014 roku

Dane z 30 czerwca 2008:
| Opis                              | Ogółem | Ogółem | Kobiety | Kobiety | Mężczyźni | Mężczyźni |
| --------------------------------- | ------ | ------ | ------- | ------- | --------- | --------- |
| jednostka                         | osób   | %      | osób    | %       | osób      | %         |
| populacja                         | 8959   | 100    | 4578    | 51,1    | 4381      | 48,9      |
| gęstość zaludnienia (mieszk./km²) | 65     | 65     | 34,1    | 34,1    | 33,2      | 33,2      |

## Sołectwa
Adamówek, Aleksandrów, Augustówek, Brzozówka, Cybulice, Cybulice Duże, Cybulice Małe, Cząstków Mazowiecki, Cząstków Polski, Czeczotki, Czosnów, Dąbrówka, Dębina, Dobrzyń, Izabelin-Dziekanówek, Janów-Mikołajówka, Janówek, Jesionka, Kaliszki, Kazuń Nowy-Osiedle, Kazuń Nowy-Sady, Kazuń Polski, Kiścinne-Wiersze, Łomna, Łomna-Las, Łosia Wólka, Małocice, Palmiry, Pieńków, Sowia Wola, Sowia Wola Folwarczna, Truskawka, Wrzosówka-Wólka Czosnowska.
Miejscowości bez statusu sołectwa: Kazuń-Bielany (osada), Młynisko, Pociecha.
Miejscowości zniesione: Dąbrówka, Kaliszki, Palmiry.

## Sąsiednie gminy
Izabelin, Jabłonna, Leoncin, Leszno, Łomianki, Nowy Dwór Mazowiecki, Zakroczym

## Miasta partnerskie
- Siemieliszki
- Fiamignano